# Alfred Day Hershey

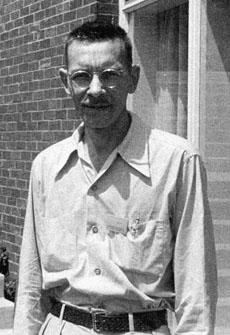
Alfred Hershey

Alfred Day Hershey (* 4. Dezember 1908 in Owosso bei Lansing, Michigan; † 22. Mai 1997 in Syosset, New York) war ein amerikanischer Chemiker, Biochemiker, Mikrobiologe, Genetiker, Zellbiologe und Medizin-Nobelpreisträger. Er war einer der Wegbereiter der Molekularbiologie.

## Leben
Hershey studierte von 1926 bis 1930 Chemie, arbeitete anschließend als Forschungsassistent am Michigan-State College der Universität Michigan und wurde dort 1934 promoviert mit einer Dissertation über Bakterien. Dann wurde er an der Washington University in St. Louis tätig. Im Jahr 1950 wechselte er zur Genetischen Abteilung der Carnegie Institution of Washington in Cold Spring Harbor, New York. Im Jahr 1962 wurde er Direktor des Instituts.
Mit den als Hershey-Chase-Experiment bekannt gewordenen Untersuchungen konnte Hershey zusammen mit Martha Chase klären, dass die Erbinformationen in der Desoxyribonukleinsäure (DNA) und nicht in den Proteinen codiert sind. Dieser Nachweis gelang durch die Arbeit mit radioaktiv-markierten Bakteriophagen (Bakteriophage T2, ein Subtyp von Escherichia virus T4), die ihre DNA in Bakterienzellen einschleusen und sich alleine durch diese im Bakterium vermehren können.
1958 erhielt Hershey den Albert Lasker Award for Basic Medical Research und 1965 den Kimber Genetics Award. 1958 wurde er in die National Academy of Sciences, 1959 in die American Academy of Arts and Sciences gewählt. 1969 wurde  Hershey zusammen mit Salvador Edward Luria und Max Delbrück mit dem  Nobelpreis für Medizin ausgezeichnet.